# Telford Taylor
Telford Taylor (ur. 24 lutego 1908 w Schenectady, zm. 23 maja 1998 w Nowym Jorku) – amerykański prawnik, generał brygadier Armii Stanów Zjednoczonych.

## Życiorys
W 1932 ukończył Szkołę Prawa na Harvard University. Podczas II wojny światowej służył w wywiadzie wojskowym CIC i awansował do stopnia generała brygady. Po zakończeniu wojny był jednym z oskarżycieli reprezentujących USA przed powołanym w 1945 Międzynarodowym Trybunałem Wojskowym w Norymberdze. Nieoficjalnie Taylor spotykał się z byłymi oficerami Armii Andersa, odegrał swoją rolę w zablokowaniu sowieckich prób przypisania zbrodni katyńskiej Niemcom w Norymberdze.
Po wydaniu wyroku w głównym procesie norymberskim i złożeniu urzędu przez prokuratora MTW Roberta H. Jacksona, został jego następcą na stanowisku głównego oskarżyciela do przeprowadzenia procesów następczych (Chief Counsel for War Crimes under Military Government), np. Proces IG Farben, Proces SS-WVHA, Proces wyższego dowództwa.
Od 1962 był wykładowcą prawa na Columbia University.
Był dwukrotnie żonaty, miał sześcioro dzieci z obu małżeństw.

## Odznaczenia
- Medal Sił Lądowych za Wybitną Służbę
- American Campaign Medal
- World War II Victory Medal
- Army of Occupation Medal
- European-African-Middle Eastern Campaign Medal
- Oficer Orderu Imperium Brytyjskiego
- Krzyż Komandorski Orderu Odrodzenia Polski (14 kwietnia 1947, za wybitne zasługi na polu ścigania niemieckich przestępców wojennych oraz okazywanie pomocy delegacji polskiej podczas procesu w Norymberdze)[2]